# Sieciarz jaskiniowy
Sieciarz jaskiniowy (Meta menardi) – gatunek pająka z rodziny kwadratnikowatych i podrodziny czaikowatych. Zamieszkuje Europę, Afrykę Północną i zachodnią część Azji.

## Taksonomia
Gatunek ten po raz pierwszy opisany został w 1778 roku przez Fridricha H.W. Martiniego i Johanna A.E. Goeze jako Aranea novem-maculata. Niezależnego opisu, pod nazwą Aranea menardii, dokonał w 1804 roku Pierre-André Latreille i to tę nazwę uznano za obowiązującą. W 1806 Latreille przeniósł go do rodzaju Epeira. Carl Ludwig Koch przeniósł go w 1836 roku do rodzaju Meta, jednak pod błędnym oznaczeniem Meta fusca (obecnie synonim Metellina merianae). Kombinacji Meta menardi użył jako pierwszy Tamerlan Thorell w 1856 roku.

## Morfologia

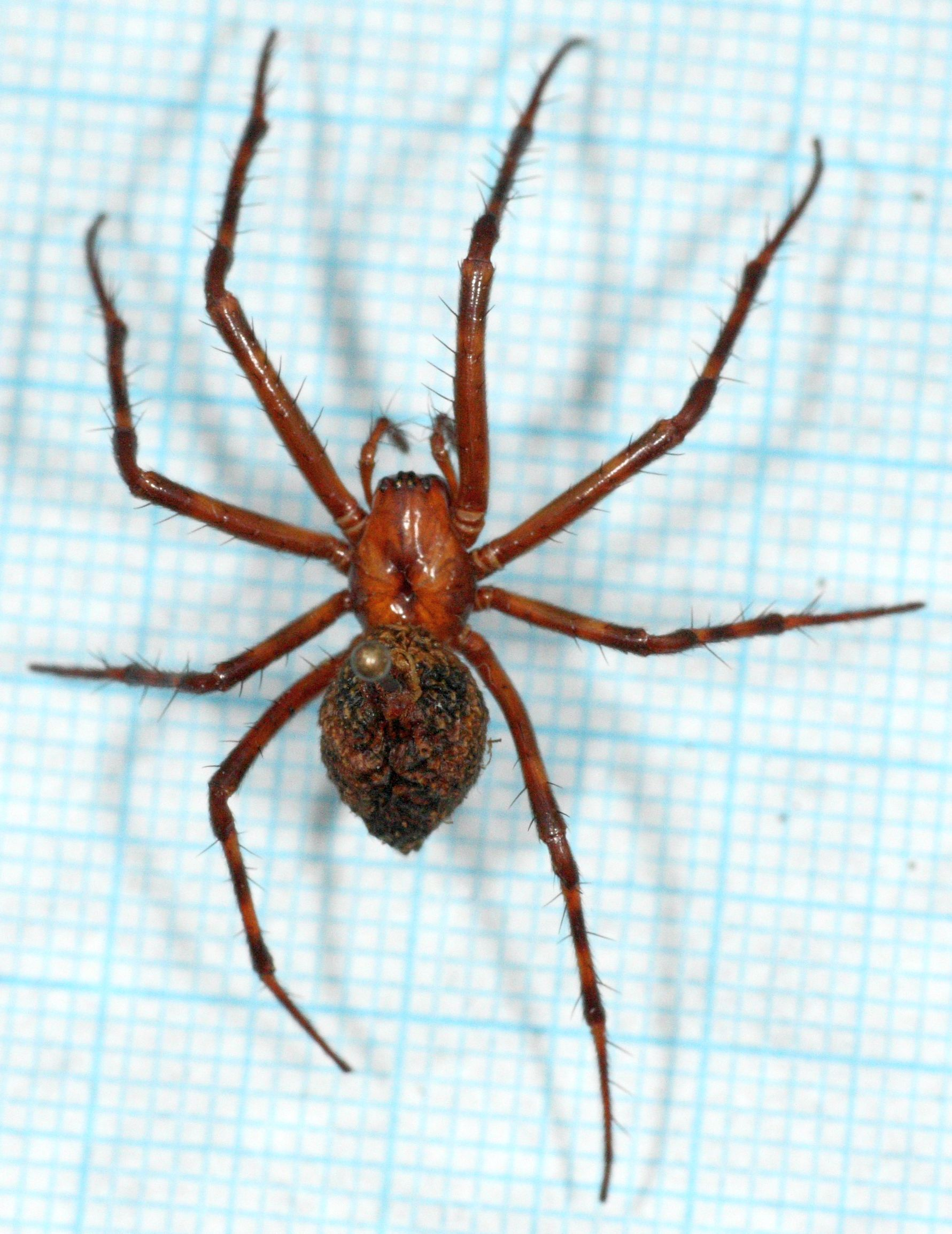
Samiec

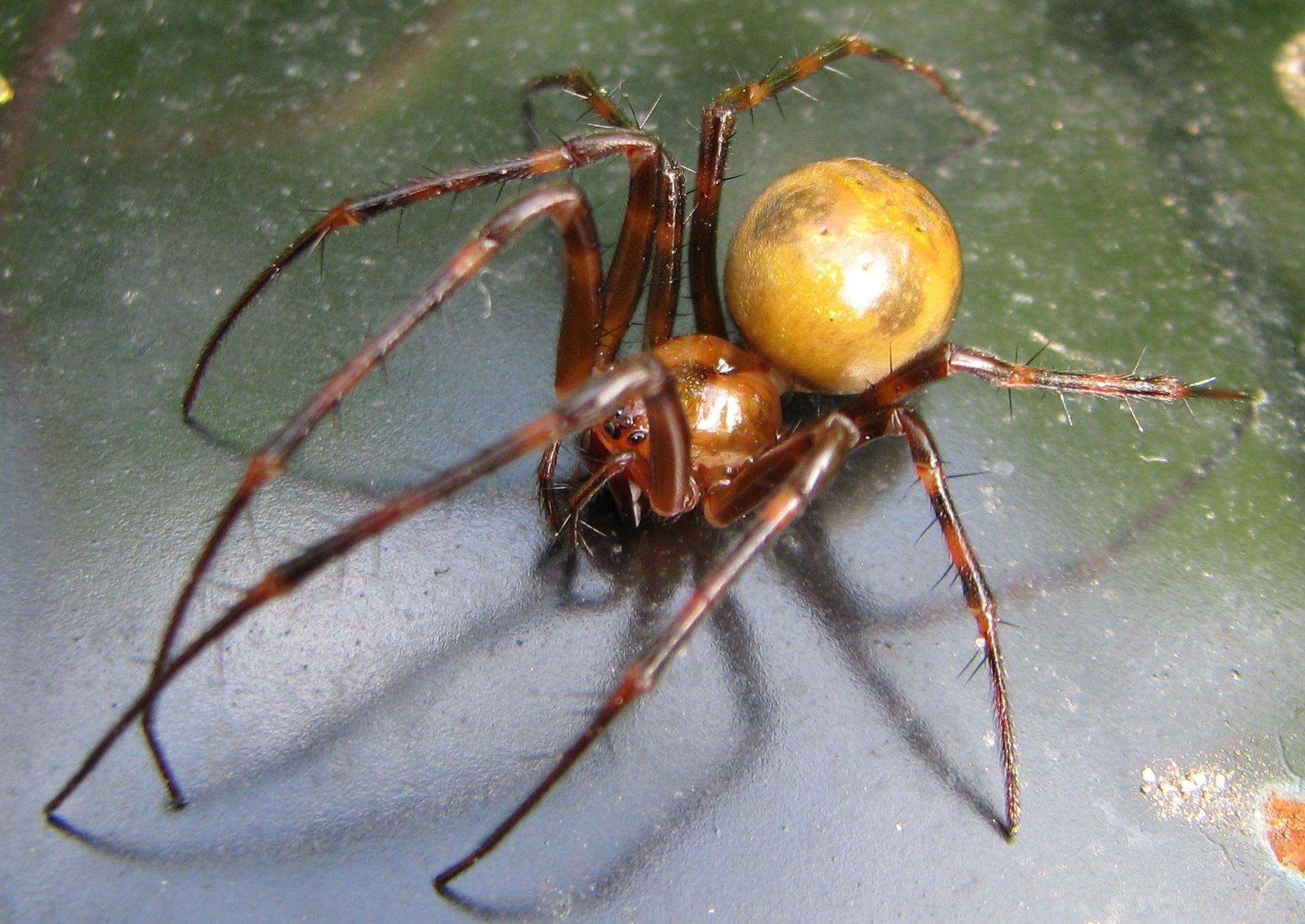
Samica

Meta menardi osiąga względnie duże rozmiary. Samce osiągają od 9,9 do 12,6 mm, zaś długość karapaksu u 6 zmierzonych okazów wynosiła od 5,2 do 6,01 mm, a szerokość od 4,13 do 4,5 mm. Samice osiągają od 10,5 do 17 mm długości ciała, zaś długość karapaksu u 11 zmierzonych wynosiła od 4,81 do 6,35 mm, a szerokość od 3,59 do 4,78 mm. Ubarwienie karapaksu jest błyszcząco rudobrązowe z ciemnobrązowym obrzeżeniem, czarniawą okolicą oczu i różnej długości przepaską środkową. Na powierzchni karapaksu obecne są wyraźne jamki. Szczękoczułki są rudobrązowe, zaopatrzone w po 4 duże zęby na krawędziach przednich i po 4 małe zęby na krawędziach tylnych. Warga dolna jest szersza niż dłuższa. Kolor sternum jest rudobrązowy lub ciemnobrązowy. Rudobrązowe odnóża są czarniawo obrączkowane lub nakrapiane i mają liczne czarne kolce. Golenie i nadstopia wyposażone są w zarówno spodnie, jak i grzbietowe rzędy trichobotrii. Na udach trichobotrii brak. Długość odnóży jest większa u samca niż u samicy. Opistosoma (odwłok) samca jest wąsko-owalna, samicy zaś grubsza, tak wysoka jak długa. Wierzch opistosomy samca jest rudobrązowy z parą czarniawych łatek na przedzie i ciemnym pasem poprzecznym na tyle, boki ciemne i prążkowane, a spód jasnorudy z żółtawobiałymi wieczkami płuc. U samicy wierzch opistosomy ma szarawobrązową, żółtawobiało obrzeżoną przepaskę środkową z sześcioma białawymi kropkami, a boki opistosomy są siatkowane i biało nakrapiane. Tło opistosomy może być też jaśniejsze, żółtawe.
Samiec ma nogogłaszczki z kilkoma długimi kolcami na cymbium oraz buławkowatym, dystalnie tak szerokim jak nasadowo paracymbium, zaopatrzonym krótką i szeroką odnogę. Osadzony na tegulum konduktor jest zagięty pod prawie prostym kątem i sięga za wierzchołek cymbium. Embolus również przekracza szczyt cymbium, a apofizę emboliczną zdobią dwa duże wyrostki. Płytka płciowa samicy ma półksiężycowato zakrzywioną krawędź przednią z owłosioną nabrzmiałością oraz położone z tyłu otwory kopulacyjne. Zbiorniki nasienne odznaczają się przepołowionymi odnogami.

## Występowanie i ekologia
Gatunek palearktyczny. W Europie znany jest z Portugalii, Hiszpanii, Irlandii, Wielkiej Brytanii, Francji, Belgii, Holandii, Luksemburga, Niemiec, Szwajcarii, Liechtensteinu, Austrii, Włoch, Danii, Szwecji, Norwegii, Finlandii, Estonii, Łotwy, Polski, Czech, Słowacji, Węgier, Białorusi, Ukrainy, Rumunii, Bułgarii, Słowenii, Chorwacji, Czarnogóry, Serbii, Albanii, Macedonii Północnej i Grecji, a poza nią z Algierii, Tunezji, Turcji i Iranu. W Polsce jest jedynym przedstawicielem rodzaju; podawany jest z głównie z południowej i wschodniej części kraju.
Sieciarz jaskiniowy preferuje ciemne stanowiska o stałej, średniej wilgotności i temperaturze powyżej 7 °C (troglofil). Żyje w przyotworowych strefach jaskiń lub głęboko w jaskiniach, w studzienkach kanalizacyjnych, piwnicach, sztolniach, kopalniach, starych studniach, długich tunelach, szczelinach skalnych, na kamiennych murach i w wąwozach. Przemarza już w temperaturze −4 °C.

## Biologia

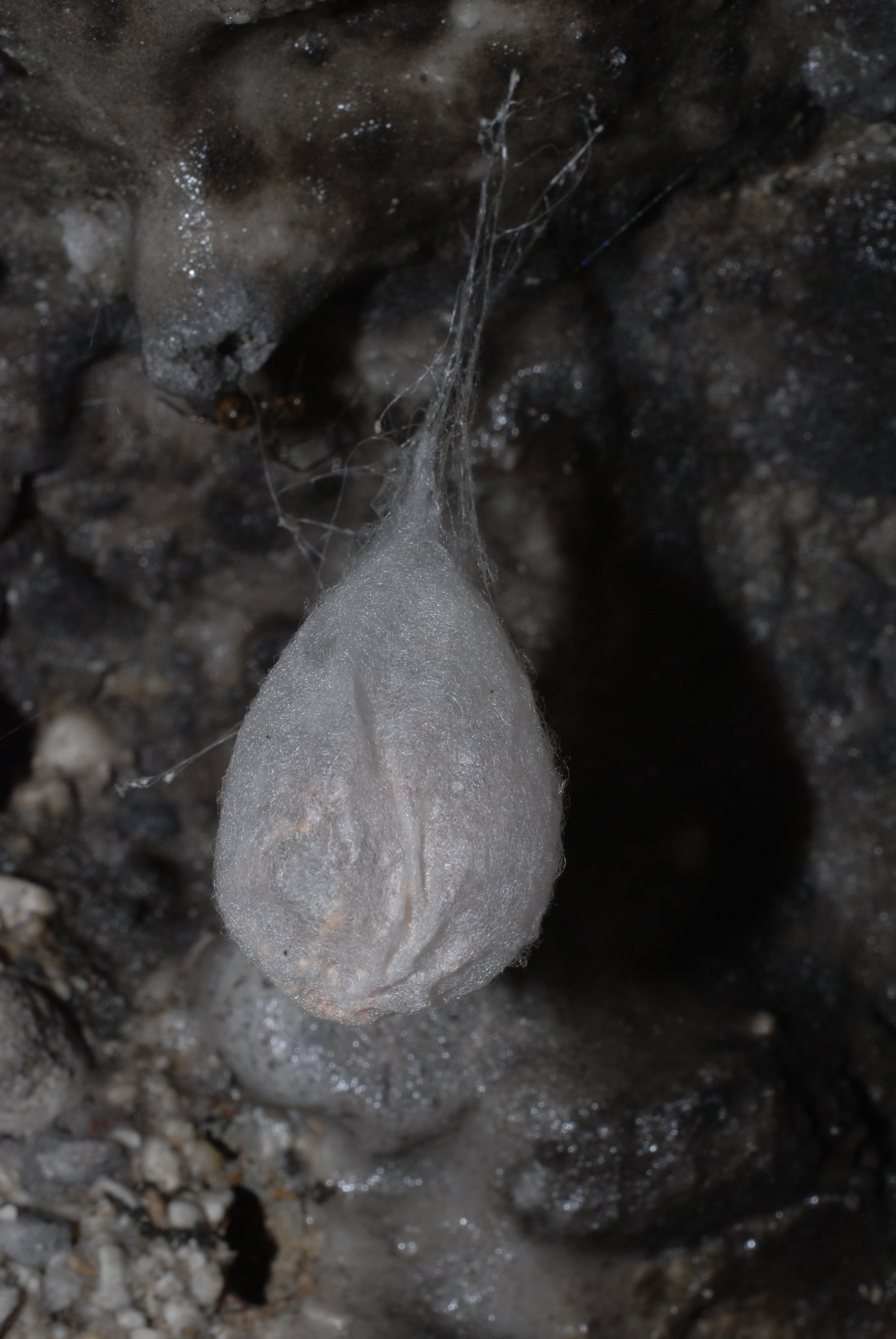
Charakterystyczny, łezkowaty kokon

Konstruuje sieci o szerokości od 25 do 30 cm, klinowatym kształcie, ekscentrycznie położonym otwartym pępku, od 8 do 18 promieniach i pozbawione nici sygnałowej. W pozycji spoczynkowej ciało pająka znajduje się na pępku, a odnóża leżą na strefie wzmacniającej sieci. Żywi się różnymi bezkręgowcami. Największy udział w jego diecie, w badaniu przeprowadzonym przez Smithersa (2005), miały organizmy glebowe: wije i ślimaki, na które sieciarz jaskiniowy polował, gdy przemieszczały się po ścianach sztolni. W mniejszej liczbie ofiarami sieciarzy padały owady (zwłaszcza chruściki i biegaczowate) oraz pająki.
Osobniki dorosłe są aktywne przez cały rok, ale rozród następuje zwykle wczesnym latem. Jesienią samice budują duże, białe kokony w kształcie łzy, zawieszone na nici w pobliżu sieci. W jednym kokonie znajdować się może od 400 do 500 żółto ubarwionych jaj.
Jad sieciarza może powodować ból i opuchliznę, ale nie stanowi zagrożenia dla zdrowego, dorosłego człowieka. Ukąszenie sieciarza jaskiniowego jest porównywalne z użądleniem przez osę.